# الحصنان الأثريان
الحصنان الأثريان هو معلم أثري تونسي مصنف من قبل المعهد الوطني للتراث يقع في ولاية سليانة في الوسط الغربي التونسي، تحديدا في مدينة هنشير رومانة تم تصنيف المعلم في يوم 6 يناير 1915.

## مقالات ذات صلة
- قائمة المعالم الأثرية المصنفة في تونس